# Саломон Ромбоутс
Саломон Ромбоутс (нідер. Salomon Rombouts; 1655—1700/1702) — художник Золотої доби Нідерландів.

## Життєпис
Саломон Ромбоутс був сином художника Гілліса Саломонса Ромбоутса (1631—1672 рр.) та Марітген Говертсдр ван Ейл (померла 29 липня 1672 р.).
Хрещений 10 березня 1655 року у Гарлемі. Мав двох старших братів, обидва на ім'я Саломон, які померли раніше. Попередня дата хрещення 31 травня 1652 р., ймовірно, відноситься до одного з його братів.
У 1672 році обоє батьків померли, Саломон отримав спадщину в 1678 році. Того ж року Саломона Ромбоутса прийняли в гарлемську гільдію св. Луки. Приблизно 1681 року виїхав до Італії.
Ймовірно, одружився у Флоренції в 1690 році. Вказаний як член Флорентійської академії дизайну між 1692 і 1697 роками. Помер у 1700 або 1702 роках у Флоренції.
Роботи пейзажиста Ромбоутса наслідують та імітують гарлемські пейзажі Рейсдаля і Корнеліса Деккера. Пейзажі з лісами, краєвиди морського узбережжя, зимові пейзажі були основними сюжетами в роботах художника. Характерною рисою його картин є ідеалізація природи, яка відповідала смакам замовників. Один із частих образів пейзажів Ромбоутса — руїни, проте не античні, а старі голландські будинки. Вони вписані в композицію по діагоналі, від краю вглиб. Цей прийом часто зустрічається в голландському живописі XVII століття і дозволяє поглибити простір голландських рівнин. Він наслідує традицію тонального живопису, розробленого майстрами Золотої доби.
Картини Саломона Ромбоутса представлені в Державному музеї Нідерландів (Амстердам), Луврі (Париж), Львівській галереї мистецтв (Львів) та інших музеях.

## Галерея

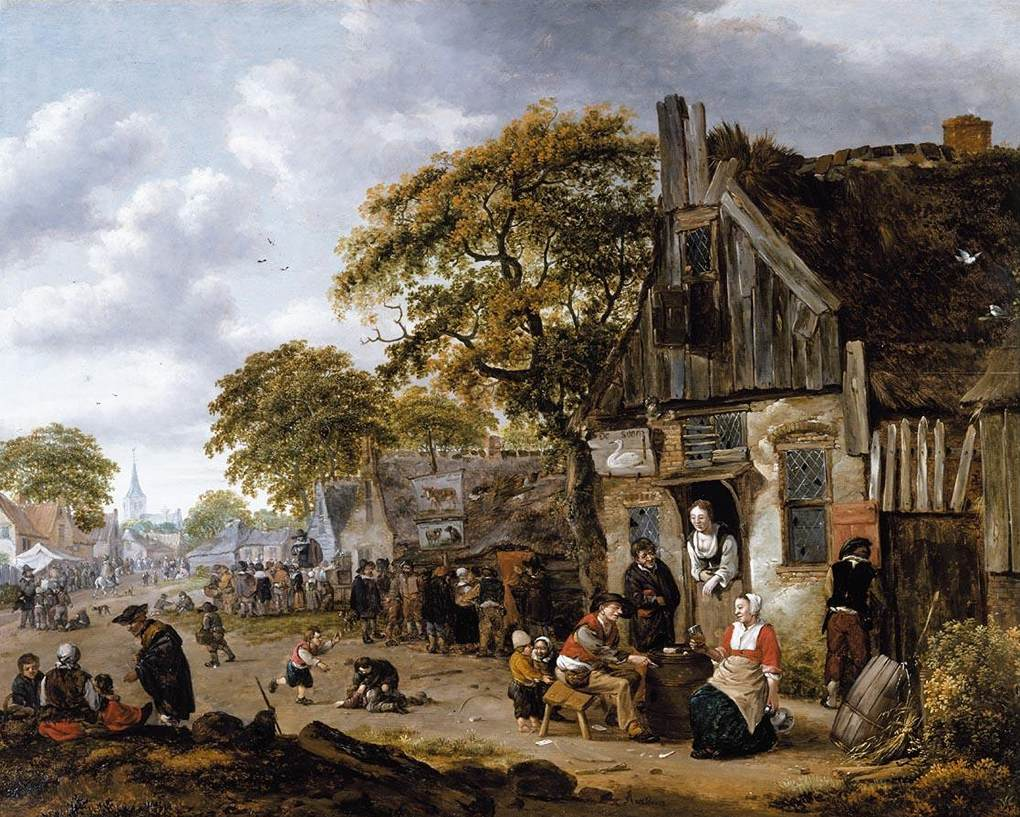
Сцена з сільської вулиці
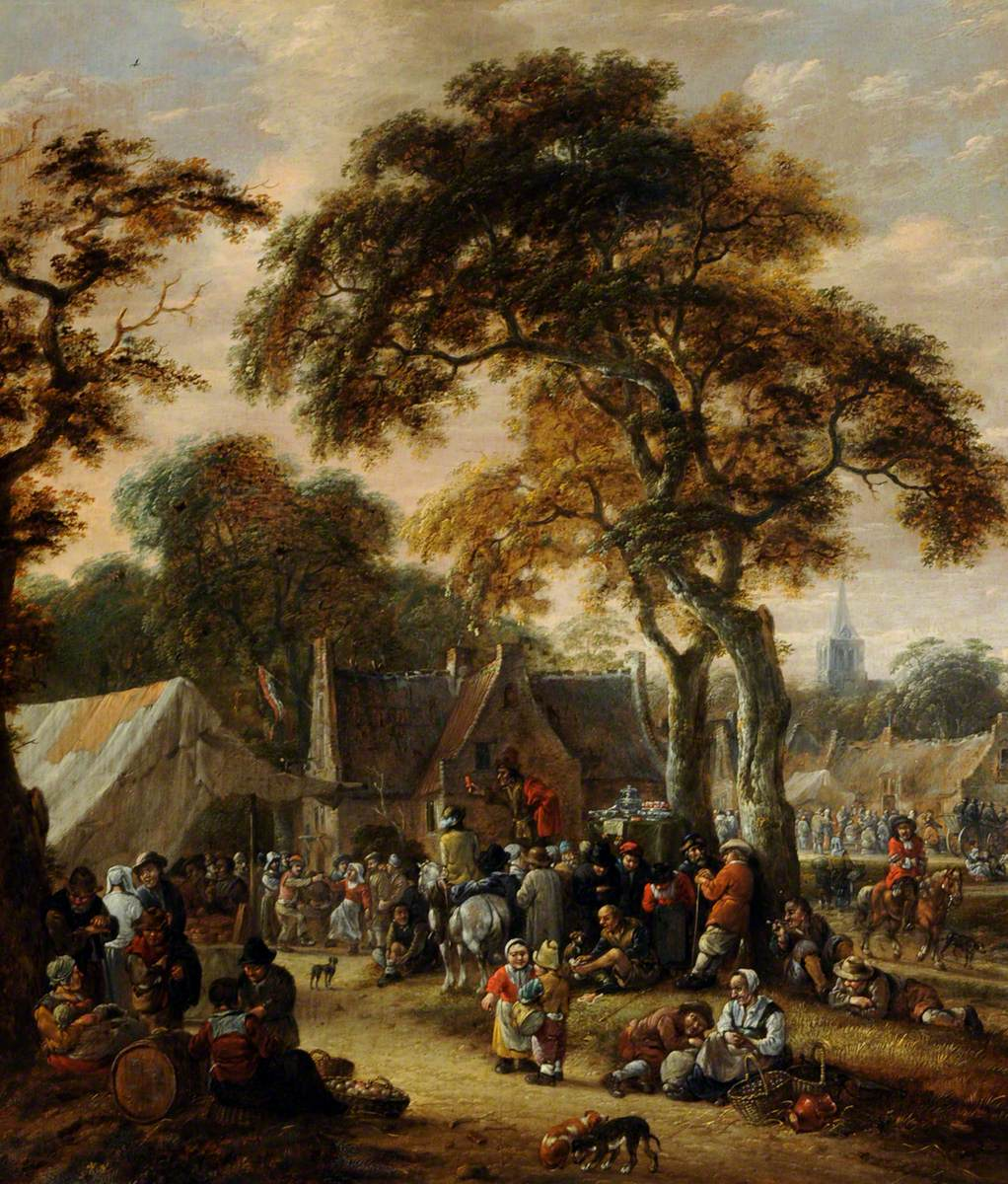
Сільський ярмарок
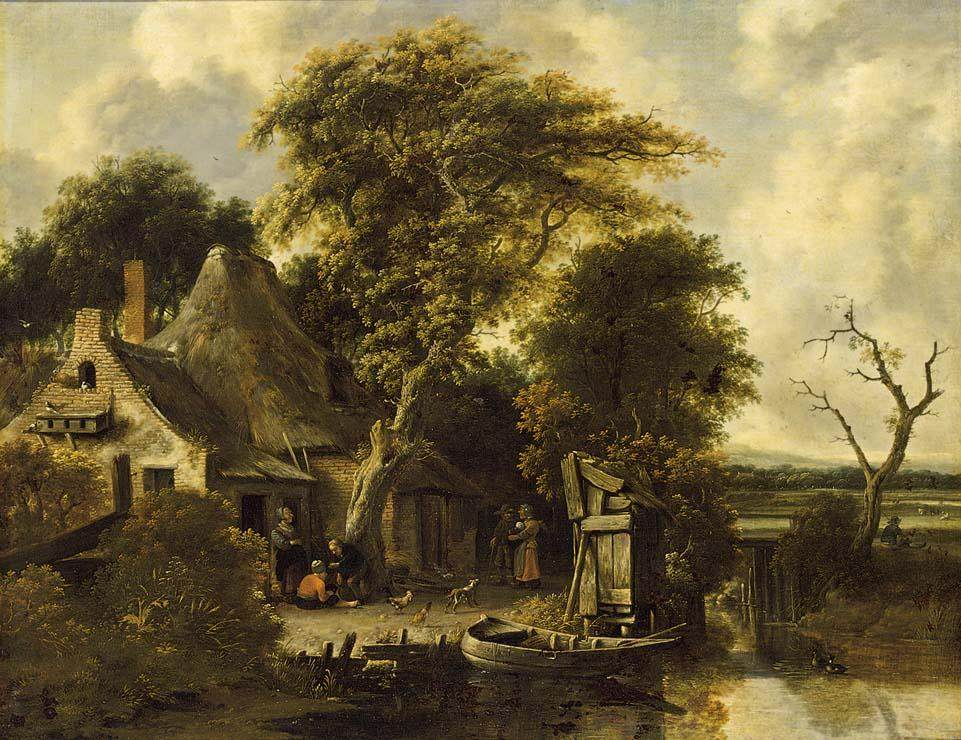
Лісовий краєвид
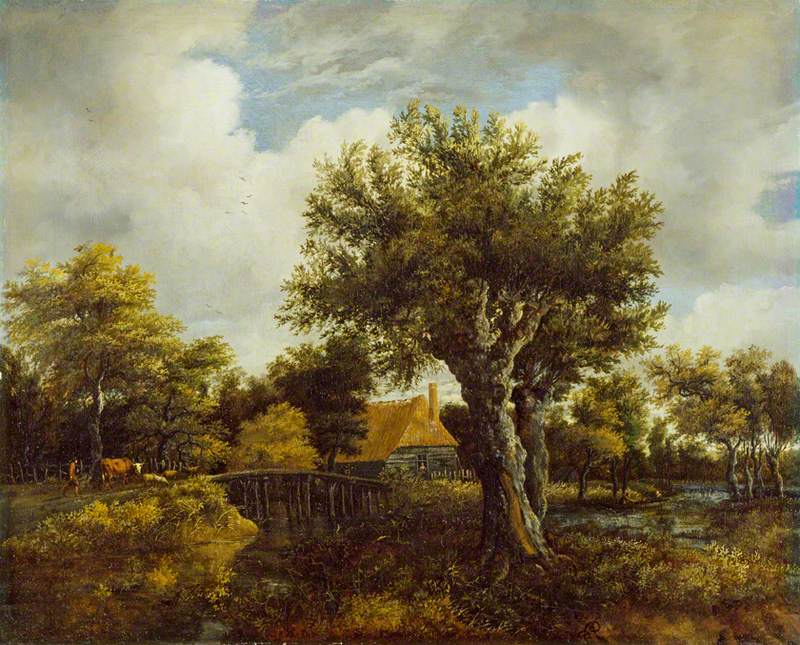
Краєвид з фермою